# 蓬塞
18°00′N 66°37′W / 18.000°N 66.617°W
蓬塞 （英語，美國 /ˈpɔːnseɪ, ˈpoʊn-/，英國 /ˈpɒnseɪ/，西班牙語：[ˈponθe]，本地發音：[ˈponse]），綽號獅城 （Ciudad de los Leones）、莊嚴之城 （Ciudad Señorial）和南方之珠 （La Perla del Sur），是美國屬土波多黎各的一個自治市，位於波多黎各島西南部沿海。面積501.44平方公里。2000年人口186,475人，是該島第三大城市。下分蓬塞市 （人口5,336人）和19區。
1692年建立，1877年建市。